# جيمس بيتر ديفيس
جيمس بيتر ديفيس (بالإنجليزية: James Peter Davis)‏ هو كاهن كاثوليكي أمريكي، ولد في 9 يونيو 1904 في هوتون في الولايات المتحدة، وتوفي في 4 مارس 1988 في فينيكس في الولايات المتحدة.